# Settecannoli (Palermo)
Settecannoli è l'undicesimo quartiere di Palermo, compreso nella II Circoscrizione.

## Geografia fisica
Il quartiere sorge nella periferia sud-orientale della città. Confina:
- a sud e ad ovest con il quartiere Brancaccio-Ciaculli
- A nord-ovest con il quartiere Oreto-Stazione
- A est con il mar Tirreno meridionale

Nel suo perimetro ricade il territorio del Romagnolo, vasta area costiera delimitata da Monte Grifone ad ovest e a sud dalle alture che confinano con il comune di Villabate.   
Il litorale del quartiere rappresentava fino agli anni '60 del XX secolo una delle quattro principali spiagge racchiuse nel perimetro comunale e la prima per estensione: tuttavia, tale porzione di costa venne utilizzata per scaricare ingenti quantità di detriti edilizi durante il sacco di Palermo e, pertanto, abbandonata dai residenti del territorio e dai turisti.  

## Origini del nome
Il toponimo sembrerebbe derivare da una fontana, collocata vicino ad un’osteria e caravanserraglio, che versava acqua da sette sifoni, condotti a canna chiamati cannoli nel dialetto siciliano. Sulla fontana era dipinto Orfeo. La contrada prese quindi il nome di “Settecannoli” o “Musica di Orfeo”.

## Storia
Prima del XIX secolo, l'area su cui insiste tale suddivisione amministrativa era formata perlopiù da terreni incolti e colmi di canneti. In seguito alla deviazione del fiume Oreto, l'amministrazione comunale decise di creare dei lavatoi pubblici nella zona, che venne pertanto dotata di una rete idrica al fine di costruire fontane, abbeveratoi e bagni pubblici. Inoltre, la presenza delle tubature, con le relative perdite, rese il suolo più fertile e adatto alla coltivazione degli agrumi. 
Nel corso dell'Ottocento la costa sud di Palermo venne interessata dalla crescente diffusione degli stabilimenti balneari, che al contrario di quelli sorti nella costa palermitana settentrionale - destinati alla classe aristocratica - si distinsero per un carattere maggiormente popolare. L'inaugurazione della linea tranviaria e di quella ferroviaria a scartamento ridotto, che collegava Palermo al comune di Corleone (attiva dal 1886 al 1954), contribuirono a generare una notevole affluenza nella zona e a rendere il suo litorale quello più popoloso dell'intera città. 
Nel 1908 l'area venne modificata con la costruzione di una nuova strada di accesso. Successivamente, tra la fine degli anni '50 e gli anni '80, il boom edilizio cittadino portò ad una notevole espansione della superficie edificata del quartiere. In tale parentesi storica, coincidente con il sacco di Palermo, ampie porzioni della costa sud vennero destinate a discarica per materiali edili con la compiacenza della giunta comunale dell'allora sindaco Salvo Lima, evento che provocò un grave danno ambientale alterando in maniera irreversibile alcune sezioni di spiaggia. Ciò causò un incisivo abbandono di tale fascia litoranea e la cessazione di qualsiasi attività da parte degli stabilimenti.  

## Sport
Il quartiere disponeva di una propria squadra di calcio che ha militato dalla terza categoria al campionato di promozione. Il campo sportivo in un primo periodo si trovava nelle immediate vicinanze del Ponte dell'Ammiraglio, successivamente con il sacco di Palermo, nelle vicinanze del macello comunale vennero scaricati i materiali degli scavi formando una montagna, alla cui estremità venne realizzato il nuovo campo sportivo gestito da un ex calciatore scapolo denominato "U Zu Pè" da Giuseppe. Successivamente venne tolta  la montagna di scarichi edili e si realizzo nuovamente il campo sportivo con il lato lungo del campo, parallelo al corso dei Mille. A seguito della realizzazione del bocciofilo il campo venne girato e accanto venne realizzata una pista per cavalli da trotto.
Inizialmente la squadra portava il nome di "Pipitone", era il nome dei presidenti Sebastiano dipendente della Società editrice "SEI" e Giuseppe magazziniere alla casa editrice "Mondadori" .
Le maglie erano colore granata con uno stemma dei Pipitone, un albero con sopra appoggiata una "Upupa" che in siciliano viene chiamata "pipituni", erano ii primi anni 1950, quando il campo sportivo era nelle immediate  vicinanze del ponte dell'Ammiraglio.
Successivamente Giuseppe Pipitone militò nella squadra del Corleone e dopo due anni, grazie al presidente Patellaro dipendente della cassa di Risparmio, cambiarono il nome della squadra in Settecannoli.
Dalla Settecannoli uscirono fuori diversi calciatori di valore come il giovanissimo Totò di Gaetano, Pino e Franco Muratore, Pino Apandro di Pomara che fu ceduto alla Triestina, Francesco Canale, Vitale, Ferranti, Favaloro, Natale Pipitone e molti altri che giocarono in categorie superiori.
Per molti anni la squadra della Settecannoli fu allenata da Giuseppe Pipitone, fu storicamente la prima squadra di calcio dove padre e figlio, vestirono la stessa maglia, nella stessa squadra.  